# The Power of Love (chanson de Frankie Goes to Hollywood)
Pour les articles homonymes, voir The Power of Love.
Singles de Frankie Goes to Hollywood
Two Tribes
(1984) Welcome to the Pleasuredome
(1985)
The Power of Love est le troisième single du groupe britannique Frankie Goes to Hollywood. Sortie le 19 novembre 1984 en single, la chanson provient de l'album Welcome to the Pleasuredome.
Avec cette chanson, Frankie Goes to Hollywood obtient un 3ème numéro 1 consécutif dans les charts britanniques. C'est de nouveau un gros succès dans plusieurs pays d'Europe et en Océanie.
Comme le disque est sorti un mois avant Noël, le clip, réalisé par Godley & Creme, met en scène la Nativité en étant fidèle à l'iconographie chrétienne. Dans le même esprit, la pochette est illustrée par une reproduction de L'Assomption de la Vierge du peintre le Titien.
La chanson a été reprise par divers artistes. Holly Johnson, le chanteur du groupe, l'a réenregistrée en solo en 1999. Mais c'est la chanteuse britannique Gabrielle Aplin qui la reprend avec le plus de succès, en 2012. Sa version se classe en tête des ventes au Royaume-Uni, vingt-huit ans exactement après l'originale.

## Liste des titres
- Note: Holier Than Thou (the first) et Holier Than Thou (the second) ne sont pas des chansons mais des messages de Noël des membres du groupe.
- 45 tours
  1. The Power of Love (7" mix) - 5:27
  2. The World Is My Oyster (7" mix) - 4:13
- Maxi 45 tours
  1. The Power of Love (extended version) - 9:28
  2. The World Is My Oyster (scrapped) - 1:38
  3. Holier Than Thou (the first) - 1:08
  4. The World Is My Oyster (trapped) [instrumental] - 2:29
  5. Holier Than Thou (the second) - 4:10
  6. The Power of Love (instrumental) - 2:27
- Maxi 45 tours
  1. The Power of Love (7" mix) - 5:27
  2. The World Is My Oyster (12" mix) - 4:23
  3. Welcome to the Pleasuredome (pleasure fix) - 9:46
  4. The Only Star In Heaven (star fix) - 3:52
- Cassette audio
  1. oh fire! - 0:16
  2. The Power of Love (extended version, too) - *8:54
  3. The World Is My Oyster (scrapped) - 1:38
  4. Holier Than Thou - 1:08
  5. The World Is My Oyster (trapped) - 2:29
  6. Holier Than Thou - 4:10
  7. The Power of Love (instrumental) - 2:27
  8. my uncle is a monster - 0:29
  9. absolutely obscene (relax version) - 0:28
    - Le single est ressorti en 1993, en 2000 et en 2012, se classant de nouveau dans les charts britanniques.
- CD single (1993)
  1. The Power of Love - 5:29
  2. Rage Hard (Original DJ Mix) - 4:13
- CD maxi (1993)
  1. The Power of Love - 5:29
  2. The Power of Love (Original Extended Mix) - 9:29
  3. Rage Hard (Original DJ Mix) - 4:13
  4. Holier Than Thou Edit (No Rest For The Best - Edit) - 3:29
- CD maxi (1993)
  1. The Power of Love - 5:29
  2. The Power of Love (Original Extended Mix) - *9:29
  3. Rage Hard (Original DJ Mix) - 4:13
  4. The Power of Love (alternative mix) - 5:07
- CD single et maxi (2000)
  1. The Power of Love (Rob Searle Club Mix Edit) - 4:13
  2. The Power of Love (Rob Searle Club Mix) - 8:41
  3. The Power of Love (Minkys Yaba Mix Edit) - 5:05
- MP3 (2012)
  1. The Power of Love (original 7" mix) - 5:30
  2. The Power of Love (original 7" instrumental) - 5:30
  3. The Power of Love (original 12" mix) - 9:30
  4. The World is My Oyster - 4:17
  5. The Power of Love (alternative mix) - 5:08
  6. The Power of Love (best listened to by lovers) - 4:30
  7. The Power of Love (instrumental, singlette version) - 3.34

## Classements et certifications
| Classement (1984-1985)                           | Meilleure position |
| ------------------------------------------------ | ------------------ |
| Allemagne (Media Control AG)                     | 4                  |
| Australie (Kent Music Report)                    | 4                  |
| Autriche (Ö3 Austria Top 40)                     | 8                  |
| Belgique (Flandre Ultratop 50 Singles)           | 6                  |
| Canada (100 Singles)                             | 20                 |
| France (SNEP)                                    | 20                 |
| Irlande (IRMA)                                   | 2                  |
| Italie (Federazione Industria Musicale Italiana) | 6                  |
| Nouvelle-Zélande (RMNZ)                          | 2                  |
| Pays-Bas (Nederlandse Top 40)                    | 9                  |
| Pays-Bas (Single Top 100)                        | 10                 |
| Royaume-Uni (UK Singles Chart)                   | 1                  |
| Suède (Sverigetopplistan)                        | 14                 |
| Suisse (Schweizer Hitparade)                     | 2                  |

| Classement (1993)              | Meilleure position |
| ------------------------------ | ------------------ |
| Irlande (IRMA)                 | 16                 |
| Royaume-Uni (UK Singles Chart) | 10                 |

| Classement (2000)              | Meilleure position |
| ------------------------------ | ------------------ |
| Royaume-Uni (UK Singles Chart) | 6                  |

| Classement (2012)              | Meilleure position |
| ------------------------------ | ------------------ |
| Royaume-Uni (UK Singles Chart) | 42                 |

| Pays              | Certification | Date       | Unités certifiées |
| ----------------- | ------------- | ---------- | ----------------- |
| Allemagne (BVMI)  | Or            | 2023       | 250 000           |
| Italie (FIMI)     | Or            | 2014       | 15 000            |
| Royaume-Uni (BPI) | Platine       | 13/12/2024 | 600 000           |

## Reprises

### Version de Gabrielle Aplin
The Power of Love interprété par la chanteuse britannique Gabrielle Aplin sort en single le 9 novembre 2012. Il s'agit du premier single de l'artiste. La chanson est incluse dans l'album English Rain publié en 2013.
Cette version obtient du succès au Royaume-Uni où elle se classe no 1 la semaine de Noël 2012. En 2014, elle entre dans les charts australiens et atteint la 5e place.

#### Classements et certifications
| Classement (2012-2014)                 | Meilleure position |
| -------------------------------------- | ------------------ |
| Australie (ARIA)                       | 5                  |
| Autriche (Ö3 Austria Top 40)           | 75                 |
| Belgique (Flandre Ultratop 50 Singles) | 44                 |
| Irlande (IRMA)                         | 20                 |
| Royaume-Uni (UK Singles Chart)         | 1                  |

| Pays              | Certification | Date       | Unités certifiées |
| ----------------- | ------------- | ---------- | ----------------- |
| Australie (ARIA)  | Platine       | 09/05/2014 | 70 000            |
| Royaume-Uni (BPI) | Platine       | 22/12/2017 | 600 000           |

### Artistes ayant repris la chanson
Outre Gabrielle Aplin, d'autres artistes ont repris The Power of Love:
- Le groupe allemand Dune sur l'album Forever en 1997
- Holly Johnson sur l'album Soulstream en 1999 (le single se classe 56e au Royaume-Uni la semaine de Noël 1999[26])
- The Divine Comedy, en single en 2001
- Feeder sur la compilation Picture of Perfect Youth en 2004
- Oomph! sur la compilation Delikatessen en 2006 (le single atteint la 54e position des charts allemands[27])
- Il Divo sur l'album The Promise en 2008, adaptée en espagnol sous le titre La fuerza mayor, se classe 30e en Espagne en janvier 2009[28].
- Antimatter sur l'album live Live@An Club en 2009
- Anneke van Giersbergen sur l'album Pure Air en 2009
- L'actrice Amelia Warner sous le pseudonyme de Slow Moving Millie sur l'album Renditions en 2011
- Within Temptation sur l'album The Q-Music Sessions en 2013
- Dalton Harris (en) featuring James Arthur en 2018, se classe no 1 en Écosse et 4e au Royaume-Uni[29],[30].

## Cinéma
- Cashback en 2006
- Sans jamais nous connaître en 2023